# みずほ信用保証
みずほ信用保証株式会社（みずほしんようほしょう）は、みずほフィナンシャルグループ傘下で信用保証を担う関連会社。

## 概要
現在はみずほ銀行の住宅ローン（みずほ住宅ローン）と前身行となる富士銀行と第一勧業銀行時代に契約した住宅ローンを対象とした信用保証業務を行っている。
2002年3月31日まで当社は富士銀クレジットと称し、同行系列のクレジットカード会社として顧客を対象とした、富士UCカード・富士スパークカードおよびダイナースクラブカードの発行と、同行カードローンの信用保証事業を現業務と合わせて行っていた。
2002年4月1日付で、ダイナースクラブに係る部門はエムエイチカードサービスへ事業譲渡し、UCカードと無担保ローン保証事業は会社分割のうえユーシーカード株式会社（現クレディセゾン）に吸収された
また、翌年にはみずほグループ内での保証会社の再編が行われ、並存していたDKB系のみずほローン保証（旧第一勧業信用開発）、安田生命保険系の安生信用保証、および富士銀行の個人向け無担保ローン（一部）の保証業務を行っていたジェーエムシークレジットの3社を、ジェーエムシークレジットに対するみずほ銀行の増資引受後に当社が吸収することになり、2004年1月5日付けで吸収合併した。さらに、同年8月2日付で事業の一部を会社分割した上、IBJ系であるみずほギャランディ（旧興銀信用保証）が吸収した。